# Libidibia
Genre
Synonymes
- Caesalpinia sect. Libidibia DC., 1825 (basionyme)[1]
- Stahlia Bello, 1881[2]

Libidibia est un genre de plantes à fleurs dicotylédones de la famille des Fabaceae, sous-famille des Caesalpinioideae, originaire des régions tropicales d'Amérique, qui comprend sept espèces acceptées.

## Liste des espèces
Selon Plants of the World online (POWO) (14 mai 2021) :
- Libidibia coriaria (Jacq.) Schltdl.
- Libidibia ferrea (Mart. ex Tul.) L.P.Queiroz
- Libidibia glabrata (Kunth) C.Cast. & G.P.Lewis
- Libidibia monosperma (Tul.) Gagnon & G.P.Lewis
- Libidibia paraguariensis (D.Parodi) G.P.Lewis
- Libidibia punctata (Willd.) Britton
- Libidibia sclerocarpa (Standl.) Britton & Rose

## Répartition
Le genre est endémique d'Amérique centrale et du Sud. Certaines espèces ont été introduites en Afrique, en Asie du Sud et en Océanie.

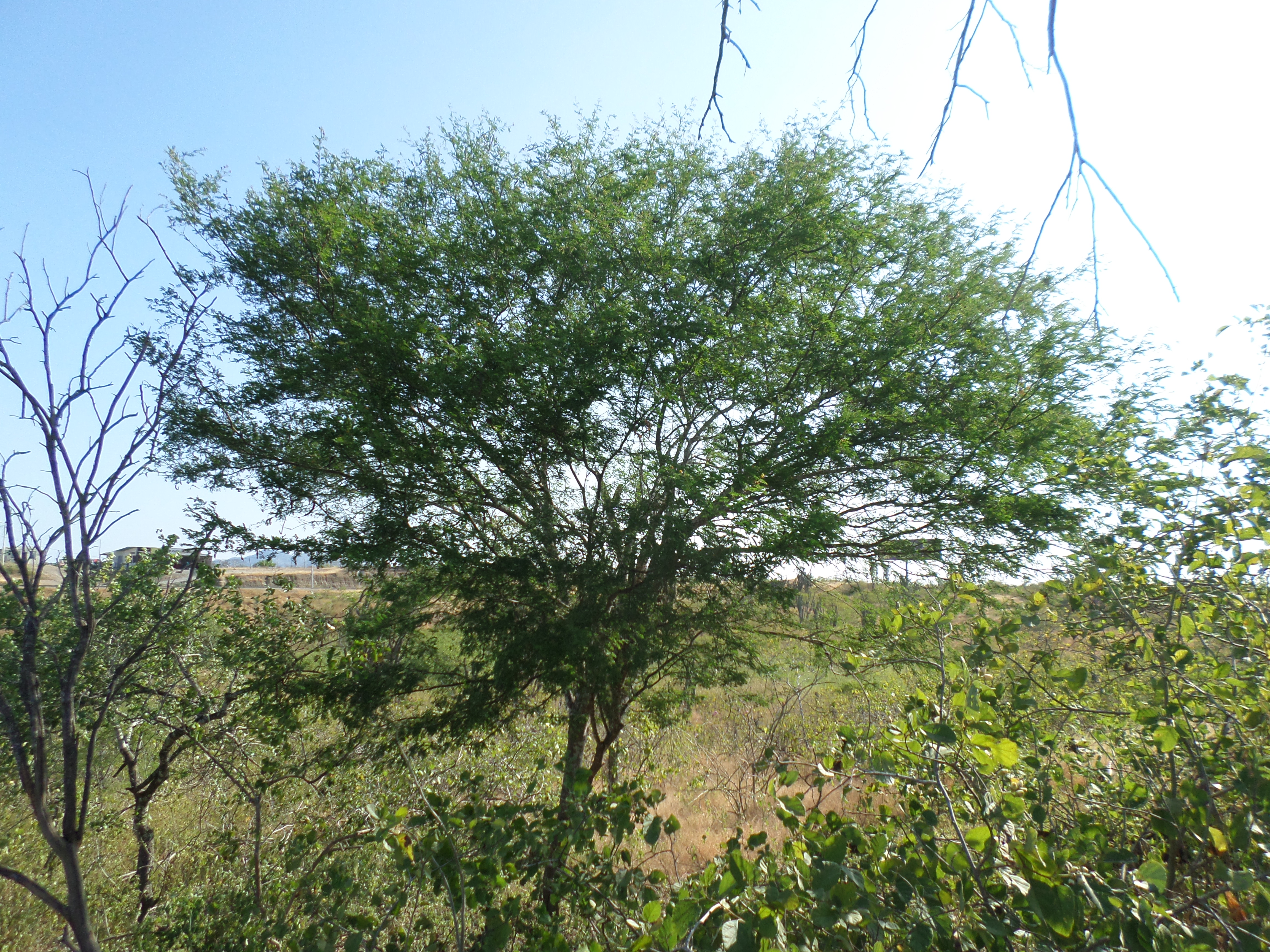
Libidibia glabrata
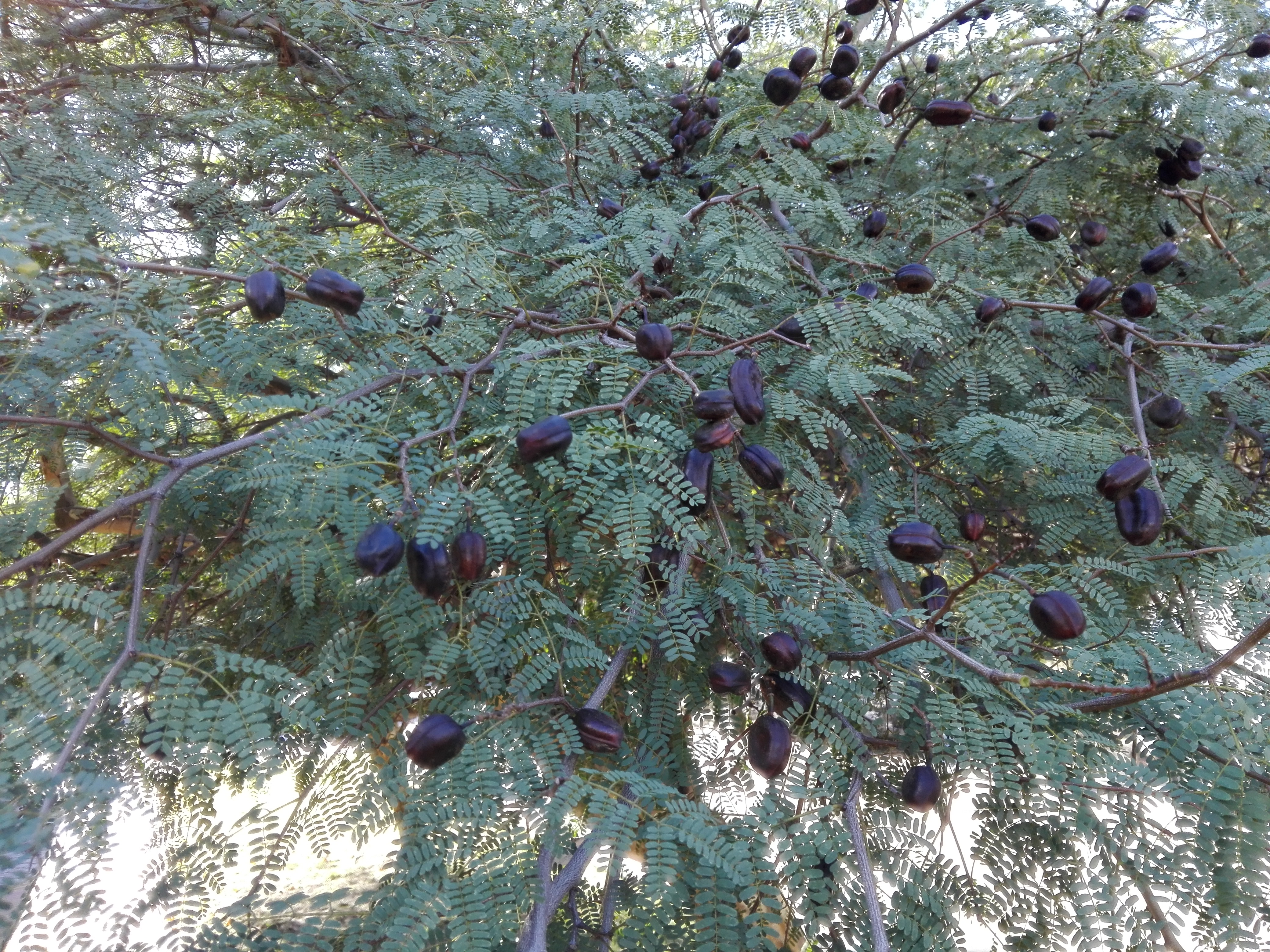
Libidibia paraguariensis
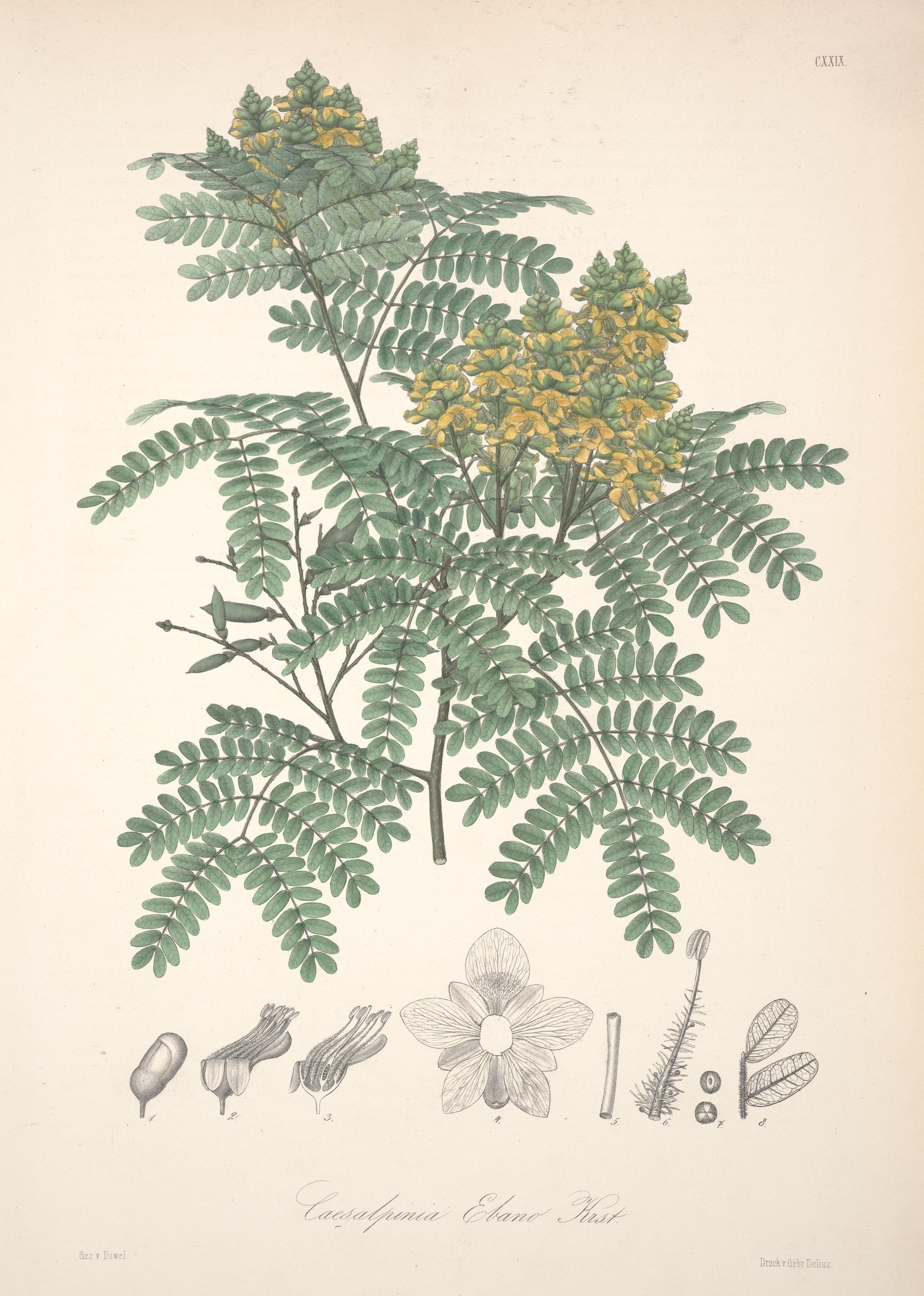
Libidibia punctata
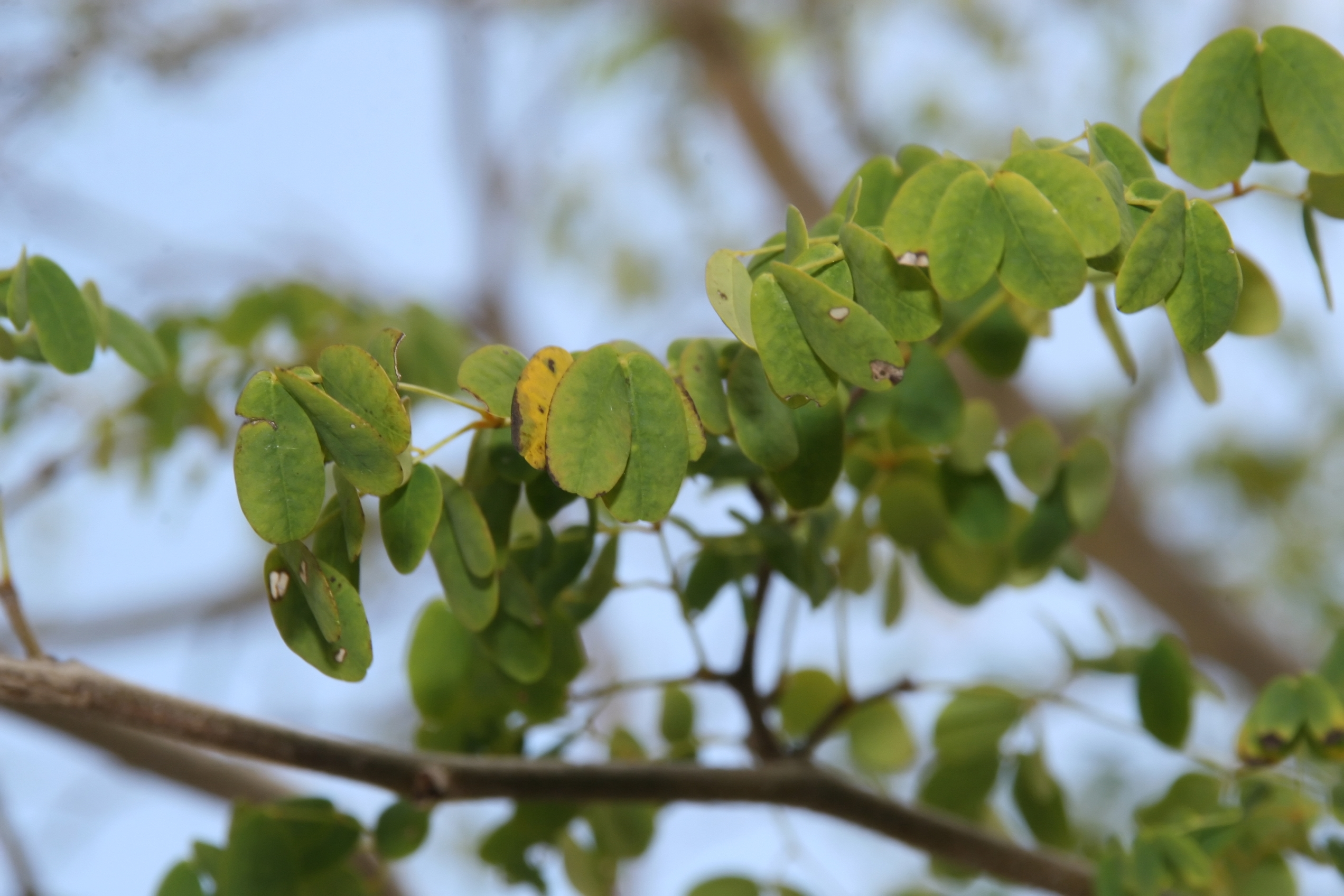
Libidibia punctata
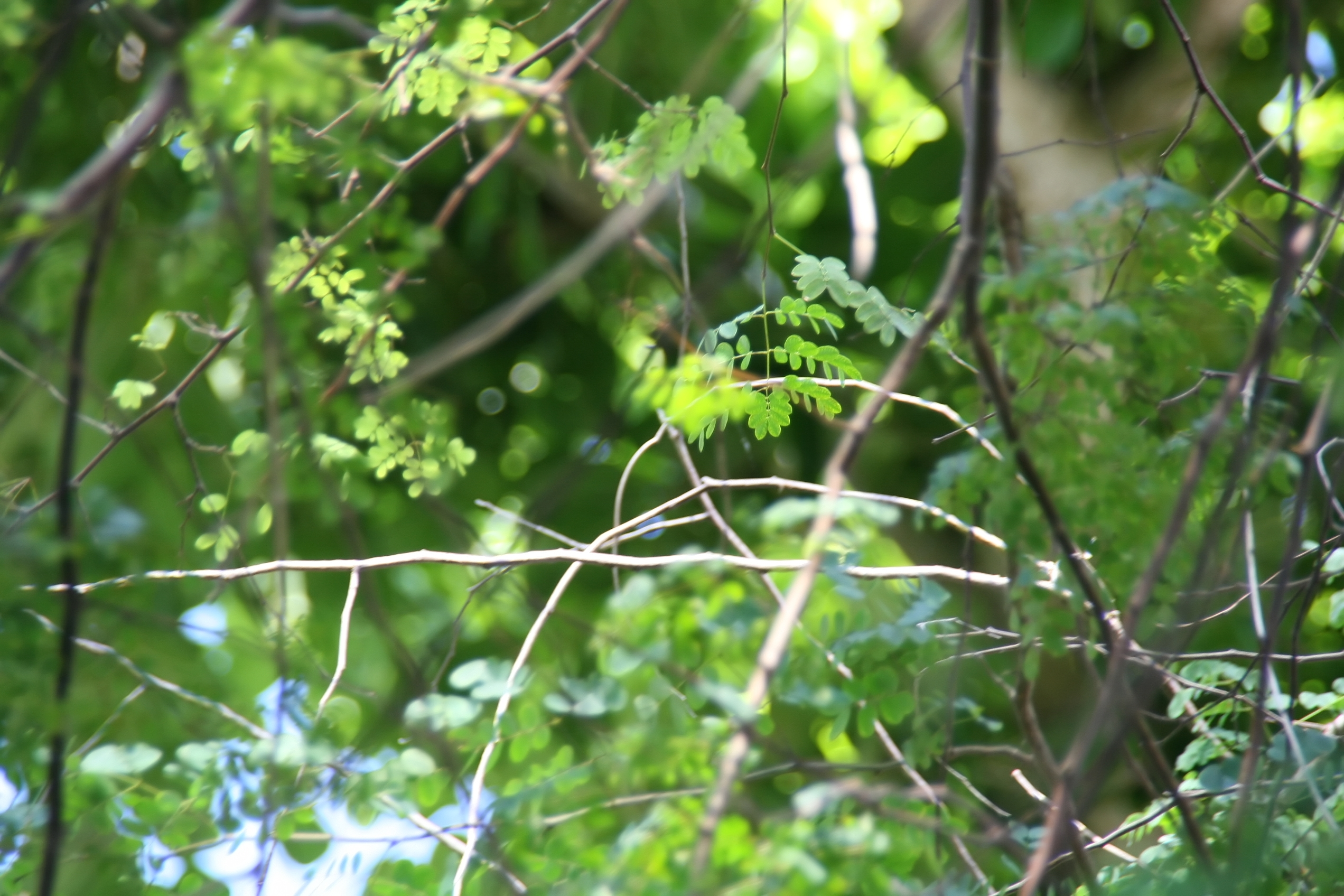
Libidibia punctata